# Locher Mühle

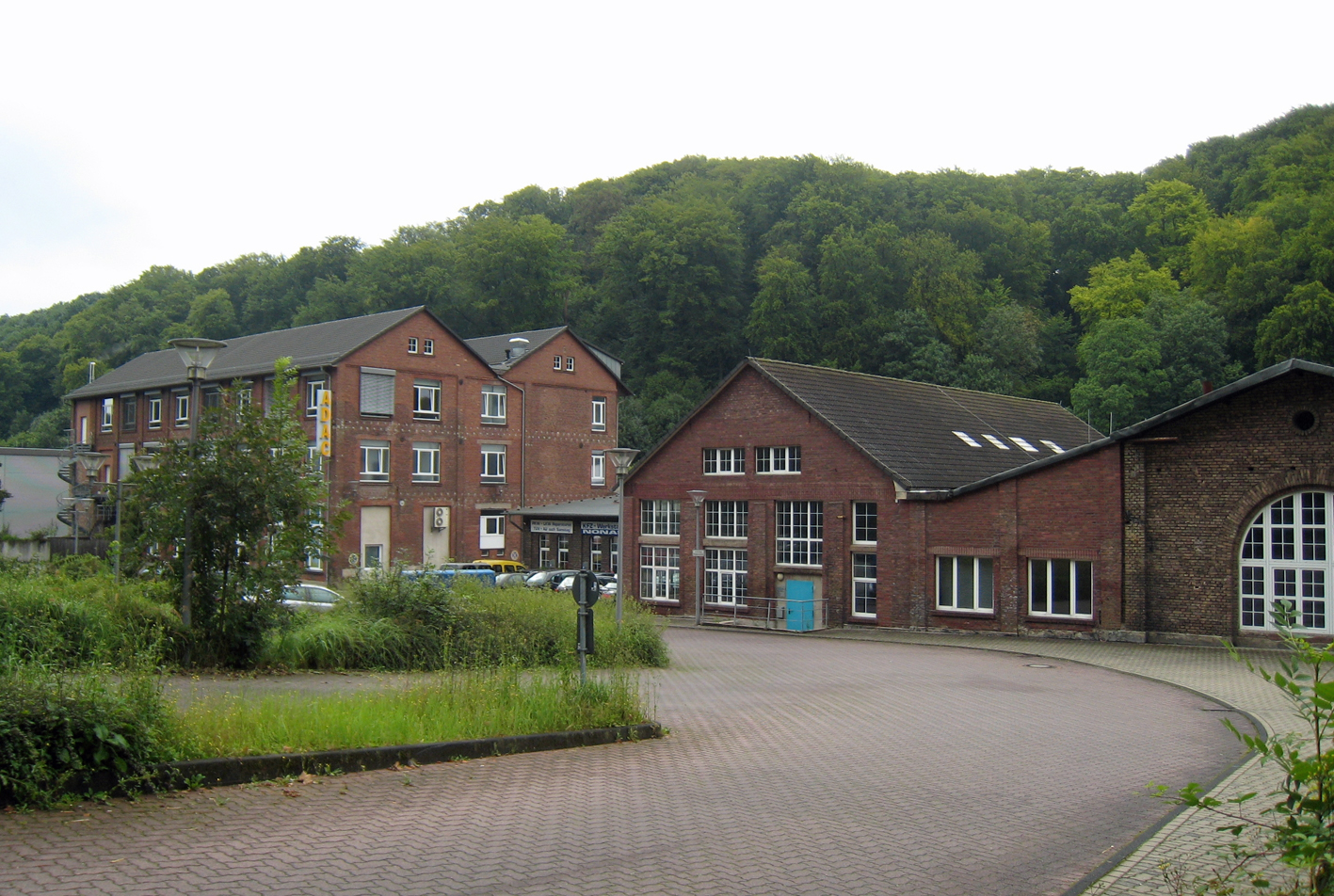
Reste der ehemaligen Locher Mühle
Aufnahme 2012

Die Locher Mühle, als Ortsbezeichnung Lochermühle genannt,  ist ein ehemaliges Fabrikgelände der Rheinischen Wollspinnerei im Stadtteil Sand von Bergisch Gladbach an der Strunde. Dort befindet sich heute der so genannte Strunde-Park mit Gewerbebetrieben und Einkaufsmärkten.

## Geschichte
Die älteste Erwähnung einer Pleißmühle stammt aus dem Lagerbuch der Laurentiuspfarre Bergisch Gladbach im Jahr 1595. Sie muss ihre Funktion im Dreißigjährigen Krieg eingebüßt haben, denn 1731 wird an dieser Stelle eine Pulvermühle erwähnt. Nach 1743 ließ ein neuer Eigentümer eine weitere Pulvermühle unterhalb der alten Mühle errichten, die von zwei oberschlächtigen Wasserrädern angetrieben wurde. Um 1795 zersprang (explodierte) die Mühle oder wurde von französischen Truppen zerstört. Nach 1804 erbaute Johann Anton Kolter eine Tuchwalkmühle, die er um eine Wollspinnerei mit Färberei und eine Weberei erweiterte.

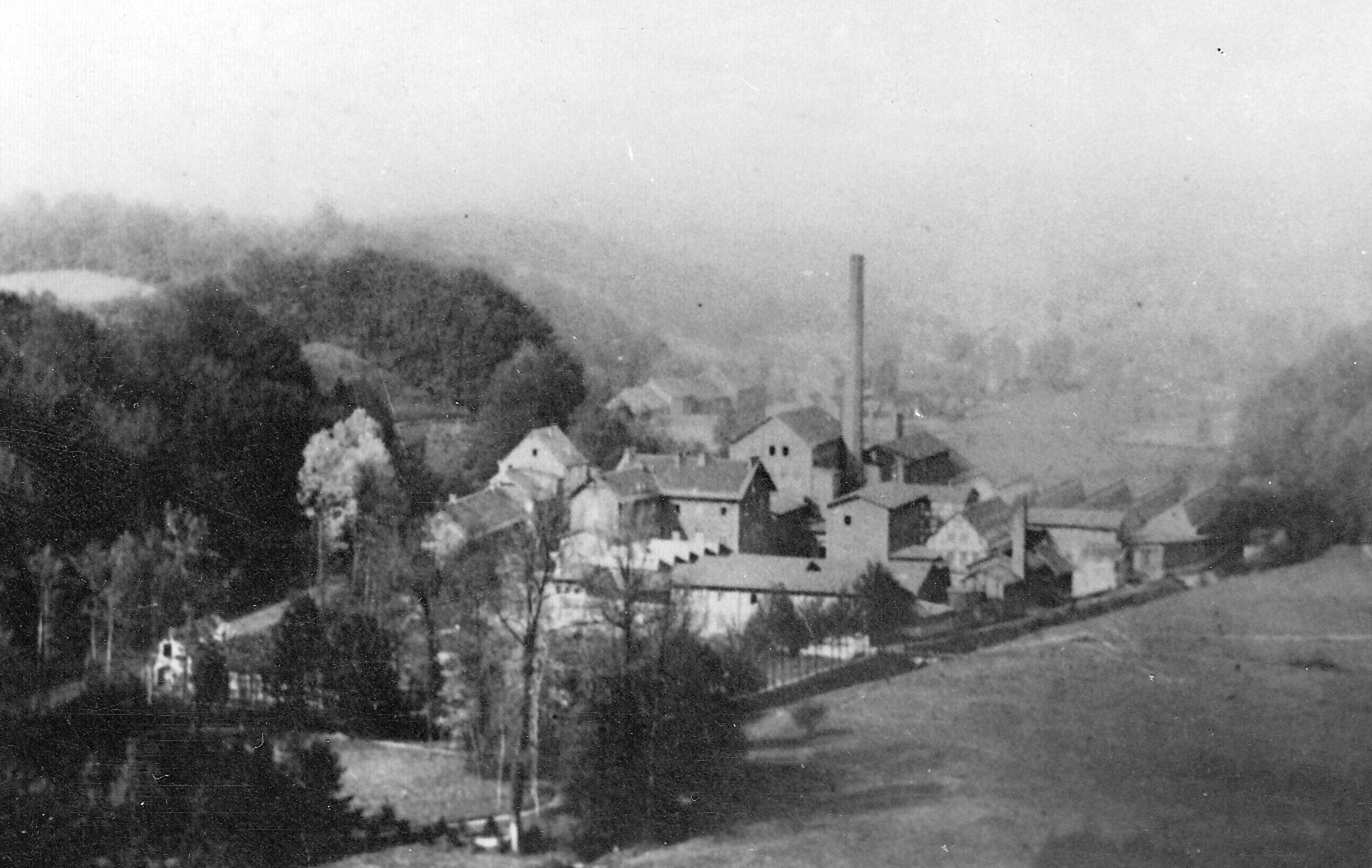
Die Streichgarn- und Merino-Spinnerei vom Hövel & Co. um 1900

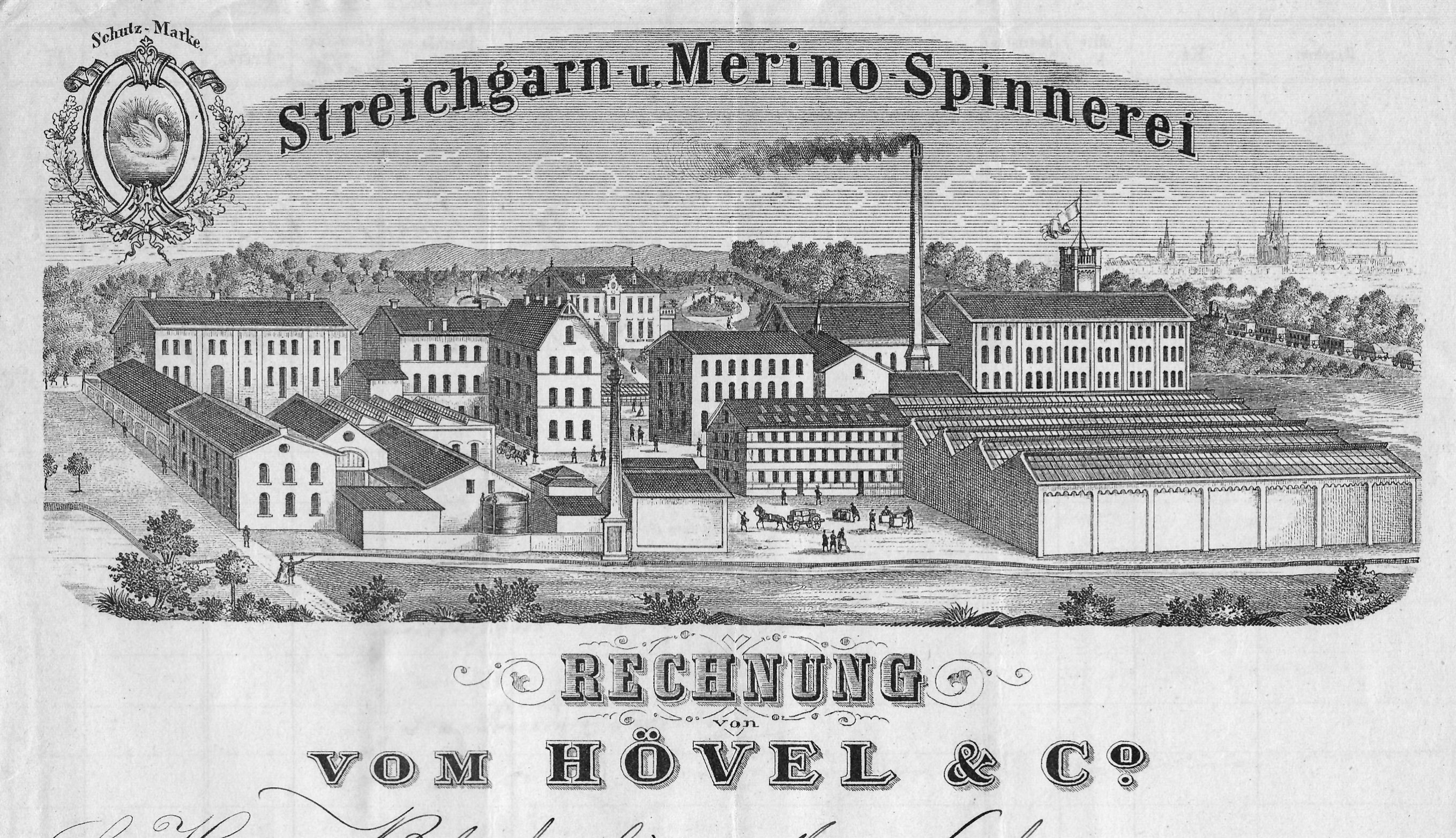
Briefkopf der Firma vom Hövel von 1885

Seit 1852 trat mit der Firma vom Hövel & Co. ein neues Unternehmen zunächst als Pächter für den Mischbetrieb in Erscheinung, das ab jetzt eine reine Wollspinnerei aufbaute. 1862 kaufte vom Hövel die bis dahin gepachteten Betriebsanlagen. Man produzierte zunächst feine Cheviotgarne, später auch Mohair- und Kaschmirgarne. Hauptantriebsmittel wurden jetzt eine Lokomobile und bald darauf eine Dampfmaschine. Aus der Mühle war nun eine Fabrik geworden.
1902 wurde das Unternehmen in Rheinische Woll-Spinnerei zu Berg. Gladbach G.m.b.H. umbenannt. Nach der Währungsreform 1948 stellte man die Produktion auf Streichgarne für die Tuchindustrie und Jerseywirkerei sowie Teppich- und Spezialgarne für Dekorationsstoffe um. Vom Niedergang der Textilindustrie in Deutschland blieb auch die Wollspinnerei Lochermühle, wie sie im Volksmund hieß, nicht verschont. Am 31. Dezember 1973 stellte man die Produktion ein.